# Posttjärnen
Posttjärnen är en sjö i Krokoms kommun i Jämtland och ingår i Ångermanälvens huvudavrinningsområde. Sjön har en area på 0,0727 kvadratkilometer och ligger 603,2 meter över havet. Posttjärnen ligger i Gråberget-Hotagsfjällen Natura 2000-område.

## Delavrinningsområde
Posttjärnen ingår i det delavrinningsområde (711890-145114) som SMHI kallar för Mynnar i Långvattnet. Medelhöjden är 560 meter över havet och ytan är 7,53 kvadratkilometer. Räknas de 4 avrinningsområdena uppströms in blir den ackumulerade arean 19,54 kvadratkilometer. Rävmyrbäcken som avvattnar avrinningsområdet har biflödesordning 5, vilket innebär att vattnet flödar genom totalt 5 vattendrag innan det når havet efter 277 kilometer. Avrinningsområdet består mestadels av skog (88 procent) och sankmarker (11 procent). Avrinningsområdet har 0,07 kvadratkilometer vattenytor vilket ger det en sjöprocent på 0,9 procent.